# Monfurado
Monfurado este o arie protejată (sit de importanță comunitară — SCI) din Portugalia întinsă pe o suprafață de 23.921,71 ha, integral pe uscat.

## Localizare
Centrul sitului Monfurado este situat la coordonatele 38°34′22″N 8°09′41″W / 38.5729°N 8.1613°V.

## Înființare
Situl Monfurado a fost declarat sit de importanță comunitară în octombrie 1998 pentru a proteja 3 specii de plante și 18 specii de animale.

## Biodiversitate
Situată în ecoregiunea mediteraneană, aria protejată conține 18 habitate naturale: Ape puternic oligomezotrofe cu vegetație bentonică cu Chara spp., Lacuri eutrofice naturale cu vegetație de tip Magnopotamion sau Hydrocharition, Iazuri temporare mediteraneene, Cursuri de apă de la nivel de câmpie la nivel montan, cu vegetație Ranunculion fluitantis și Callitricho-Batrachion, Râuri cu maluri nămoloase cu vegetație de Chenopodion rubri p.p. și Bidention p.p., Râuri mediteraneene cu debit permanent cu specii de Paspalo-Agrostidion și galerii riverane de Salix și de Populus alba, Pajiști uscate europene, Tufărișuri termo-mediteraneene și de pre-deșert, Pseudostepă cu ierburi și specii anuale de Thero-Brachypodietea, Dehesas cu Quercus spp. perene, Liziere de ierburi înalte hidrofile de câmpie și de nivel montan până la alpin, Pante stâncoase silicioase cu vegetație casmofită, Peșteri inaccesibile publicului, Păduri termofile cu Fraxinus angustifolia, Păduri aluvionare cu Alnus glutinosa și Fraxinus excelsior (Alno-Padion, Alnion incanae, Salicion albae), Galerii de Salix alba și de Populus alba, Păduri de Quercus suber, Păduri de Quercus ilex și Quercus rotundifolia.
La baza desemnării sitului se află mai multe specii protejate:
- plante (3): Festuca duriotagana, Hyacinthoides mauritanica subsp. vincentina, Salix salvifolia subsp. australis
- amfibieni (1): Discoglossus galganoi
- mamifere (11): liliac cârn (Barbastella barbastellus), vidră de râu (Lutra lutra), Microtus cabrerae, liliac cu aripi lungi (Miniopterus schreibersii), liliac cu urechi mari (Myotis bechsteinii), liliac cărămiziu (Myotis emarginatus), liliac comun (Myotis myotis), liliacul mediteranean cu potcoavă (Rhinolophus euryale), liliacul mare cu potcoavă (Rhinolophus ferrumequinum), liliacul mic cu potcoavă (Rhinolophus hipposideros), liliacul cu potcoavă a lui méhely (Rhinolophus mehelyi)
- nevertebrate (1): fluturele auriu (Euphydryas aurinia)
- pești (4): Chondrostoma lusitanicum, Chondrostoma polylepis, Cobitis paludica, Rutilus alburnoides
- reptile (1): Mauremys leprosa

Pe lângă speciile protejate, pe teritoriul sitului au mai fost identificate 20 de specii de plante, 8 specii de amfibieni, 13 specii de mamifere, 1 specie de pești, 3 specii de reptile.